# Rennrodel-Europameisterschaften 1994
Die 34. Rennrodel-Europameisterschaften fanden 1994 auf der deutschen Kunsteisbahn Königssee statt. Die von der Fédération Internationale de Luge de Course veranstalteten kontinentalen Titelkämpfe wurden vom 21. bis zum 23. Januar 1994 ausgetragen. Für die europäischen Athleten war die EM eine Woche vor dem letzten Weltcup-Wettbewerb in Altenberg einer der letzten Tests vor den Olympischen Rodelwettbewerben in Lillehammer. Erstmals gingen bei einer Rennrodel-EM Athleten für den russischen Rennrodel-Verband an den Start. Es gab Wettbewerbe in den Einsitzern für Männer und Frauen, in Doppelsitzern für Männer sowie mit der Staffel. Abgesehen vom letzten Wettbewerb wurden alle Wettbewerbe in zwei Läufen entschieden.
Die erfolgreichste Mannschaft war mit Abstand das italienische Team. Die vom ehemaligen DDR-Auswahltrainer Walther Jentzsch seit der Saison 1991/92 betreute Mannschaft gewann drei von vier Titeln und führte erstmals seit 1984 wieder die Medaillenwertung an.

## Frauen
Für den Start waren insgesamt 24 Sportlerinnen gemeldet, von denen 22 die beiden Läufe absolvierten.
Favoritinnen waren die gesetzte Titelverteidigerin und Olympiadritte von 1992, Susi Erdmann, sowie Gabriele Kohlisch, Vizeweltmeisterin von 1993, beide aus Deutschland. Hinzu kam mit Gerda Weissensteiner aus Italien die amtierende Weltmeisterin und aus Österreich mit Doris Neuner die amtierende Olympiasiegerin von 1992. Darüber hinaus war mit der wieder erstarkten Jana Bode aus Deutschland zu rechnen, die sich nach einem Leistungstief durch ihre guten Platzierungen im laufenden Weltcup bereits für die Olympischen Spiele in Lillehammer qualifiziert hatte. Große Verliererin war im deutschen Lager Sylke Otto. Die Sächsin, die 1992 in Winterberg schon zweimal EM-Silber gewonnen hatte, wurde nach eher durchwachsenen Leistungen im Weltcup in den Nationencup zurückgestuft und an ihrer Stelle die bayrische, erst 19-jährige Lokalmatadorin Barbara Niedernhuber für die EM nominiert.
Bereits nach dem ersten Lauf deutete sich ein Kopf-an-Kopf-Rennen zwischen Gerda Weissensteiner und Jana Bode an, welches die Italienerin vorerst mit hauchdünnen zwei Tausendsteln Vorsprung für sich entschied. Gabriele Kohlisch platzierte sich mit einem knappen Zehntel Rückstand hinter Bode auf dem Bronzerang. Um diesen Rang musste Kohlisch im zweiten Durchgang nochmal bangen, da sie nur die viertbeste Zeit fuhr und ihr die Österreicherin Andrea Tagwerker einige Hundertstel abnahm. An der Spitze blieb es auch im zweiten Lauf ein spannendes Rennen, welches aber am Ende die Südtirolerin Weissensteiner mit nur 24 Hundertsteln Vorsprung für sich entschied. Nach dem Gewinn des Weltcups und dem WM-Titel im Vorjahr gelang ihr nun der nächste große Erfolg. Ein paar Wochen später rundete Weissensteiner ihre erfolgreichste Karrierephase im Rennrodeln mit dem Olympiasieg ab.
Datum: 22. Januar 1994
| Platz | Sportler             | Land                    | 1. Lauf | 2. Lauf | Zeit            |
| ----- | -------------------- | ----------------------- | ------- | ------- | --------------- |
| 1     | Gerda Weissensteiner | Italien                 | 45.067  | 45.118  | 1:30.185        |
| 2     | Jana Bode            | Deutschland             | 45.069  | 45.140  | 1:30.209 +0.024 |
| 3     | Gabriele Kohlisch    | Deutschland             | 45.160  | 45.262  | 1:30.422 +0.237 |
| 4     | Andrea Tagwerker     | Österreich              | 45.224  | 45.221  | 1:30.455 +0.270 |
| 5     | Susi Erdmann         | Deutschland             | 45.229  | 45.362  | 1:30.591 +0.406 |
| 6     | Angelika Neuner      | Österreich              | 45.410  | 45.360  | 1:30.700 +0.515 |
| 7     | Doris Neuner         | Österreich              | 45.274  | 45.510  | 1:30.784 +0.599 |
| 8     | Natalie Obkircher    | Italien                 | 45.518  | 45.557  | 1:31.075 +0.890 |
| 9     | Mária Jasenčáková    | Slowakei                | 45.501  | 45.700  | 1:31.201 +1.016 |
| 10    | Barbara Niedernhuber | Deutschland             | 45.711  | 45.598  | 1:31.309 +1.124 |
| 11    | Iluta Gaile          | Lettland                | 45.791  | 45.735  | 1:31.554 +1.369 |
| 12    | Anna Orlova          | Lettland                | 45.844  | 45.780  | 1:31.624 +1.439 |
| 13    | Evija Schulze        | Lettland                | 46.108  | 45.993  | 1:32.101 +1.916 |
| 14    | Irina Gubkina        | Russland                | −       | −       | −               |
| 15    | Pia Wedege           | Norwegen                | −       | −       | −               |
| 16    | Michaela Donalova    | Tschechien              | −       | −       | −               |
| 17    | Katerina Spalkova    | Tschechien              | −       | −       | −               |
| 18    | Olga Nowikowa        | Russland                | −       | −       | −               |
| 19    | Synne Roenning       | Norwegen                | −       | −       | −               |
| 20    | Sorina Grigore       | Rumänien                | −       | −       | −               |
| 21    | Adriana Turea        | Rumänien                | −       | −       | −               |
| 22    | Jorunn Horgen        | Norwegen                | −       | −       | −               |
| −     | Renata Tomanova      | Slowakei                | DNF     | DNF     | DNF             |
| −     | Verena Marianovic    | Bosnien und Herzegowina | DNS     | DNS     | DNS             |

## Doppelsitzer Männer
An den Start gingen 16 Doppelsitzer, von denen 14 alle 2 Durchgänge absolvierten.
Bereits vor dem Start der Doppelsitzer mussten die Titelfavoriten absagen. Das Duo Krauße/Behrendt, amtierende Weltmeister und Olympiasieger, war durch einen Magen-Darm-Virus lahmgelegt. Dafür wurden die Juniorenweltmeister von 1990, Barnekow/Zettl nachnominiert. Nun war es vor allem an den Duos Skel/Wöller und Mankel/Rudolph, den Titel für Deutschland zu verteidigen. Speziell Mankel/Rudolph konnten dabei volles Risiko gehen, hatten sie doch die Qualifikation für die Olympischen Spiele verpasst. Titelfavoriten waren nun aber eher die italienischen Titelverteidiger Raffl/Huber und ihre Mannschaftskollegen Brugger/Huber, die unter dem ehemaligen DDR-Auswahltrainer Walther Jentzsch ihre Leistungen deutlich verbessert hatten.
Diese Dominanz zeigte sich bereits nach dem ersten Lauf, nach dem beide italienischen Duos in Führung lagen. Den Bronzerang belegte das Duo Schiegl/Schiegl aus Österreich vor Mankel/Rudolph. Auch im zweiten Lauf ließen die italienischen Duos keinen Zweifel an ihren Titelambitionen, am Ende verteidigten Raffe/Huber ihren Titel vor Brugger/Huber, die jedoch einige Wochen später Olympiasieger wurden. Beim Kampf um Bronze brachten sich die Schiegl-Cousins selbst um die Medaille. Mit der nur sechstbesten Zeit rutschten sie noch auf den fünften Platz ab und mussten dem rumänischen Duo Apostol/Cepoi den Vortritt lassen. Die Rumänen, mit fünf Jahre altem Germina-Gerät unterwegs, waren die eigentliche Überraschung in diesem Wettbewerb. Das Duo mit dem bereits 35-jährigen Ioan Apostol, schon 1980 Olympiateilnehmer, schlug die Österreicher durch einen sehr guten zweiten Lauf um 7 Tausendstel. Bronze konnten sich Mankel/Rudolph erkämpfen, allerdings mit einigem Abstand zu den italienischen Schlitten. Das Duo Barnekow/Zettl stürzte bereits im ersten Lauf.
Datum: 22. Januar 1994
| Platz | Sportler                            | Land        | 1. Lauf | 2. Lauf | Zeit            |
| ----- | ----------------------------------- | ----------- | ------- | ------- | --------------- |
| 1     | Hansjörg Raffl Norbert Huber        | Italien     | 45.013  | 45.124  | 1:30.137        |
| 2     | Kurt Brugger Wilfried Huber         | Italien     | 45.122  | 45.191  | 1:30.313 +0.176 |
| 3     | Yves Mankel Thomas Rudolph          | Deutschland | 45.289  | 45.338  | 1:30.627 +0.490 |
| 4     | Ioan Apostol Liviu Cepoi            | Rumänien    | 45.360  | 45.352  | 1:30.712 +0.575 |
| 5     | Markus Schiegl Tobias Schiegl       | Österreich  | 45.255  | 45.464  | 1:30.719 +0.582 |
| 6     | Harald Rolfsen Lars-Marius Waldal   | Norwegen    | 45.311  | 45.504  | 1:30.815 +0.658 |
| 7     | Steffen Skel Steffen Wöller         | Deutschland | 45.417  | 45.535  | 1:30.952 +0.795 |
| 8     | Anatoli Bobkow Gennadi Beljakow     | Russland    | 45.639  | 45.456  | 1:31.086 +0.929 |
| 9     | Juris Vovčoks Dairis Leksis         | Lettland    | 45.637  | 45.653  | 1:31.290 +1.133 |
| 10    | Leszek Szareijko Adrian Przechewka  | Polen       | −       | −       | −               |
| 11    | Albert Demtschenko Alexei Selenski  | Russland    | −       | −       | −               |
| 12    | Iwan Karatscholow Ilko Karatscholow | Bulgarien   | −       | −       | −               |
| 13    | Hans Kohala Carl Lindquist          | Schweden    | −       | −       | −               |
| 14    | Karol Rusnak Jaroslav Slavik        | Slowakei    | −       | −       | −               |
| −     | Frank-Peter Barnekow Sandro Zettl   | Deutschland | DNF     | DNF     | DNF             |
| −     | Lewan Tibilow Kaha Wachtangaschwili | Georgien    | DNS     | DNS     | DNS             |

## Männer
Am Königssee waren erstmals wie später oft die drei prägenden Athleten der Rennrodelszene der 1990er Jahre versammelt und auch favorisiert: Markus Prock aus Österreich, bereits Weltmeister und mit Olympiasilber in Albertville dekoriert, Georg Hackl aus Deutschland als Olympiasieger und mehrfacher Weltmeister sowie Armin Zöggeler aus Italien, der als jüngster im Bunde zwei Tage zuvor Team-Europameister geworden war und dessen Stern gerade aufging. Darüber hinaus gab es mit den Huber-Brüdern Arnold und Norbert aus Italien, Titelverteidiger Rene Friedl und Olympiasieger Jens Müller aus Deutschland sowie Altmeister Sergei Danilin aus Russland, Weltmeister von 1981, weitere Medaillenkandidaten.
Letztlich lief es auf einen Zweikampf Prock-Hackl hinaus, den der Österreicher in beiden Läufen für sich entschied, wenngleich gerade im ersten Lauf der Abstand sehr gering war. Nach Team-Gold konnte Armin Zöggeler mit Bronze seine erste Einzelmedaille bei einer EM feiern. Die restlichen Medaillenkandidaten belegten mit teils erheblichen Rückständen die weiteren Plätze, Titelverteidiger Rene Friedl hatte auf Rang sechs schon mehr als eine Sekunde Rückstand auf Markus Prock. Bei den Olympischen Spielen wenige Wochen später drehte Hackl den Spieß um und verteidigte seinen Olympiasieg wenn auch knapp vor Markus Prock. Armin Zöggeler gewann auch dort die Bronzemedaille.
Datum: 23. Januar 1994
| Platz | Sportler          | Land                   | 1. Lauf | 2. Lauf | Zeit            |
| ----- | ----------------- | ---------------------- | ------- | ------- | --------------- |
| 1     | Markus Prock      | Österreich             | 47.886  | 48.021  | 1:35.907        |
| 2     | Georg Hackl       | Deutschland            | 47.909  | 48.124  | 1:36.033 +0.126 |
| 3     | Armin Zöggeler    | Italien                | 47.986  | 48.242  | 1:36.228 +0.321 |
| 4     | Norbert Huber     | Italien                | 48.181  | 48.220  | 1:36.401 +0.594 |
| 5     | Alexander Bau     | Deutschland            | 48.533  | 48.505  | 1:37.038 +1.231 |
| 6     | René Friedl       | Deutschland            | 48.585  | 48.535  | 1:37.120 +1.313 |
| 7     | Sergei Danilin    | Russland               | 48.514  | 48.674  | 1:37.188 +1.381 |
| 8     | Jens Müller       | Deutschland            | 48.487  | 48.714  | 1:37.201 +1.394 |
| 9     | Arnold Huber      | Italien                | 48.476  | 49.040  | 1:37.516 +1.709 |
| 10    | Bengt Walden      | Schweden               | 49.003  | 48.655  | 1:37.658 +1.851 |
| 11    | Agris Elerts      | Lettland               | −       | −       | −               |
| 12    | Oleg Jermolin     | Russland               | −       | −       | −               |
| 13    | Mikael Holm       | Schweden               | −       | −       | −               |
| 14    | Anders Söderberg  | Schweden               | −       | −       | −               |
| 15    | Eduard Burmistrow | Russland               | −       | −       | −               |
| 16    | Jozef Škvarek     | Slowakei               | −       | −       | −               |
| 17    | Jörgen Pedersen   | Norwegen               | −       | −       | −               |
| 18    | Johan Ahlberg     | Schweden               | −       | −       | −               |
| 19    | Frantisek Pekar   | Tschechien             | −       | −       | −               |
| 20    | Paul Hix          | Vereinigtes Königreich | −       | −       | −               |
| 21    | Juris Vovčoks     | Lettland               | −       | −       | −               |
| 22    | Reto Gilly        | Schweiz                | −       | −       | −               |
| 23    | Jaroslav Slavik   | Slowakei               | −       | −       | −               |
| 24    | Marco Felder      | Liechtenstein          | −       | −       | −               |
| 25    | Martin Sykora     | Tschechien             | −       | −       | −               |
| 26    | Karol Rusnak      | Slowakei               | −       | −       | −               |
| 27    | Stefan Doktor     | Slowakei               | −       | −       | −               |
| 28    | Keith Yandell     | Vereinigtes Königreich | −       | −       | −               |
| 29    | Ian Whitehead     | Vereinigtes Königreich | −       | −       | −               |
| −     | Markus Schmidt    | Österreich             | DSQ     | DSQ     | DSQ             |

## Teamrennen
Der erste EM-Wettbewerb wurde in Einzelrennen ausgetragen, deren einzelne Zeiten in Punkte umgerechnet wurden. Dabei wurden die Punkte bei den Einsitzern in Einer-Schritten, bei den Doppelsitzern allerdings in Zweier-Schritten vergeben. In den Einzelkonkurrenzen gingen zwei Starter pro Team in die Wertungen ein. Am Start waren nur 11 Teams. Zuerst gingen die Männer ins Rennen, anschließend die Frauen-Einsitzer und als letztes die Doppelsitzer.
Nachdem deutsche Teams alle bisherigen EM-Titel im Mannschaftswettbewerb gewonnen hatten, war Team Deutschland als der Favorit in diesem Wettbewerb zu betrachten. Seit der Verpflichtung des ehemaligen DDR-Auswahltrainers Walther Jentzsch hatten sich aber die italienischen Athleten zunehmend zu einer ernst zu nehmenden Konkurrenz entwickelt, nachdem Klaus Bonsack als Trainer mit dem Olympiasieg von Doris Neuner bereits 1992 mit Österreich für Furore gesorgt hatte.
Allerdings konnte Georg Hackl im Vergleich zu seinen bis dahin eher mäßigen Weltcup-Leistungen den Männer-Wettbewerb gewinnen, während der zweite deutsche Starter René Friedl mit Rang sechs etwas abfiel. Speziell durch die starken Leistungen seiner Athletinnen mit Rang eins (Bode) und drei (Kohlisch) hielt Team Deutschland den Zweikampf mit Team Italien offen und lag vor der abschließenden Doppel-Konkurrenz mit einem Punkt vorn. Team Österreich lag da schon einige Punkte im Hintertreffen und hatte Bronze so gut wie sicher. Durch den Sieg der späteren Olympiasieger Brugger/Huber vor Mankel/Rudolph konnte Team Italien noch an Team Deutschland vorbeiziehen und erstmals diesen Titel gewinnen. Das lettische Team konnten verteidigte seinen vierten Platz von der letzten EM obwohl erstmals ein russisches Team antrat, welches den fünften Platz belegte.
Datum: 21. Januar 1994
| Platz | Land                          | Sportler                                                                          | Laufzeiten                                                  | Punkte         | Gesamt |
| ----- | ----------------------------- | --------------------------------------------------------------------------------- | ----------------------------------------------------------- | -------------- | ------ |
| 1     | Italien                       | Armin Zöggeler Norbert Huber Gerda Weissensteiner Natalie Obkircher Brugger/Huber | 48.330 0(2) 000?00 0(?) 43.700 0(1) 000?00 0(?) 45.458 0(1) | 29 ? 29 ? 30   | 141    |
| 2     | Deutschland                   | Georg Hackl René Friedl Jana Bode Gabriele Kohlisch Mankel/Rudolph                | 48.250 0(1) 000?00 0(7) 45.308 0(1) 45.551 0(3) 45.654 0(2) | 30 24 30 28    | 140    |
| 3     | Österreich                    | Markus Prock Markus Schmidt Andrea Tagwerker Doris Neuner Schiegl/Schiegl         | 48.390 0(3) 000?00 0(?) 000?00 0(?) 000?00 0(?) 45.676 0(3) | 28 ? 26        | 130    |
| 4     | Lettland                      | Agris Elerts Juris Vovčoks Iluta Gaile Anna Orlova Vovčoks/Leksis                 | 49.097 0(8) 50.334 (15) 46.057 0(7) 46.314 (10) 46.105 0(7) | 23 16 24 21 18 | 102    |
| 5     | Russland                      | Sergei Danilin Oleg Jermolin Olga Nowikowa Irina Gubkina Bobkow/Beljakow          |                                                             |                | 096    |
| 6     | Slowakei                      |                                                                                   |                                                             |                | 093    |
| 7     | Norwegen/ Liechtenstein       |                                                                                   |                                                             |                |        |
| 8     | Schweden                      |                                                                                   |                                                             |                |        |
| 9     | Tschechien                    |                                                                                   |                                                             |                |        |
| 10    | Vereinigtes Königreich/ Polen |                                                                                   |                                                             |                |        |
| 11    | Schweiz/ Bulgarien            |                                                                                   |                                                             |                |        |

## Medaillenspiegel
| Platz | Land        | Gold | Silber | Bronze | Gesamt |
| ----- | ----------- | ---- | ------ | ------ | ------ |
| 1     | Italien     | 3    | 1      | 1      | 5      |
| 2     | Österreich  | 1    | 0      | 1      | 2      |
| 3     | Deutschland | 0    | 3      | 2      | 5      |